# Майкова, Любовь Михайловна
Любо́вь Миха́йловна Ма́йкова (также ба́ба Лю́ба; 5 марта 1899, д. Брюханово, Ржевский уезд, Тверская губерния — 23 марта 1998, Кимры) — советская и российская художница. Представитель наивного искусства.

## Биография и творчество
Любовь Майкова родилась 5 марта 1899 года в деревне Брюханово Ржевского уезда Тверской губернии. Происходила из многодетной крестьянской семьи, где воспитывалось девять детей. Необходимость помогать родителям по хозяйству позволила ей отучиться в церковно-приходской школе лишь в течение одного года. Её жизнь была наполнена характерным для деревенской женщины той эпохи тяжелым трудом: она пряла, ткала, работала в поле.
Годы Великой Отечественной войны стали тяжелым испытанием. Её муж Николай (которого она ласково звала Колюшкой), как и многие мужчины, был призван на фронт; по воспоминаниям художницы, момент расставания был внезапным, и она не успела проститься с ним. Эта личная трагедия, по-видимому, глубоко повлияла на неё и впоследствии нашла символическое отражение в некоторых её работах, включая картину воображаемой встречи с мужем.
С 1942 года её постоянным местом жительства стала деревня Селищи Кимрского района Тверской (в то время Калининской) области, живописно расположенная на волжском берегу. Здесь она сменила несколько профессий, трудясь уборщицей в местном сельсовете, курьером, почтальоном.
К живописи Майкова обратилась в весьма преклонном возрасте — в 79 лет (1978), начав с гуаши. Сама она объясняла этот порыв тем, что «не стало уже силы работать» физически. Самостоятельно освоила технику масляной живописи (1984). В деревне её новое увлечение первоначально встретили со скепсисом, расценивая как «блажь». В 1984 году была фактически открыта коллекционером Владимиром Морозом, который привозил ей из Москвы холсты и организовывал впоследствии первые выставки. Владимир Мороз позднее вспоминал:

«Летом 1984 года я гостил у друзей в Селищах. Мне посоветовали сходить к тете Любе: мол, она замечательно грибы солит. Я вошел в избу Майковой и загляделся. Взгляд мой, словно магнитом, потянуло к небольшим картинкам на стенах — гуашам, вставленным в простые рамки, либо просто приколотым к стене булавками… Тетя Люба давно уже уложила грибы в принесенные мной ведра, а я все не мог оторваться. Я чувствовал, что вижу художника, которого давно хотел увидеть, — чистого, с детской душой, не продажного, работающего, как говорил Дюрер, „для славы Божией“. Я предложил тете Любе продать мне эти картинки, чтобы показать их в Москве. Она охотно мне их отдала, но деньги взяла только за грибы…»— 
Мотивы для своих работ Любовь Майкова черпала из окружавшей её природы, собственных воспоминаний, народных песен и богатого воображения. Художница подчёркивала, что создаёт образы «из головы», не стремясь к прямому копированию действительности, а скорее перерабатывая её. Порой сюжеты рождались из неожиданных наблюдений: так, в причудливых формах камней она могла разглядеть фигуры «птенчика» или «северного мишки». Творческий процесс требовал от неё тишины и сосредоточенности.
Среди произведений: «Волга. Ржев» и «Мой домик» (также упоминается как «Мой родной домик») (1984, 1986, Кимрский краеведческий музей), «Роща» (1987, Костромской областной музей изобразительного иск-ва), «Космонавты» (1989, Государственный Российский Дом народного творчества), «Боже Спасе» и «Катюша» (1990, Тверской государственный Дом народного творчества), среди других известных сюжетов — сцены сенокоса, встречи людей на фоне природы, пейзажи с характерными выразительными небесами, а также символическая работа «Колюшка и Любушка», изображающая встречу с мужем.
Закончила рисовать баба Люба в 1993 году. К 1998 году было проведено более десятка персональных выставок в крупнейших городах России, а также в странах ближнего и дальнего зарубежья. Её картины представлены в государственных музеях и частных коллекциях, её имя включено в международные каталоги наивного искусства. Проживая последние годы в постепенно пустеющей деревне, художница остро ощущала нехватку общения, говоря, что ей нужен рядом человек «для слова». В этот период живопись стала для неё важной опорой, источником радости и способом осмысления прожитого, возможностью, по её выражению, «восхвалиться своей жизнью этой».
Умерла Любовь Михайловна Майкова 23 марта 1998 года в возрасте 99 лет в доме-интернате для престарелых и инвалидов в городе Кимры. Похоронена в селе Селище.

## Выставки
- Персональные выставки в Москве (1986, 1987[5]), Санкт-Петербурге (2004)[4], Твери (1987), Осташкове (1988) и др. городах области.
- Всемирный фестиваль наивного искусства (1989, Париж)
- Международная выставка «Наивные художники мира» (1990, Москва)
- Триеннале наивного искусства (1994, Братислава)
- «Наивное искусство центра России» (1997, Иваново)
- «Художники, наивно увидевшие окружающую их жизнь»[6] (2012, Музей органической культуры)